# 基本电荷
基本電荷（符號：{\displaystyle e}，也稱元電荷），是一個質子所帶的電荷量，或一個電子所帶的負電荷的量。為了避免其符號造成混淆， {\displaystyle e} 有時候會被稱為基本正電荷（elementary positive charge）。它是一個基本物理常數，是原子單位和一些其它自然單位制中的電荷單位。
新的基本電荷已被國際標準化組織（ISO）設定為
{\displaystyle e=1.602\ 176\ 634\times 10^{-19}\ {\mbox{C}}}
{\displaystyle {\mbox{C}}}是库伦，為電荷量的單位，此數值於2019年5月20日正式開始使用。
將基本電荷訂為一精確值讓曾經是固定值的真空電容率 ε0 現在是一個需經由實驗測定而得的物理量：在2019年國際標準化組織重新定義前 ε0 是一個固定值，經重新定義後，成為一個會隨時間推移而有可能改變的實驗性數據。國際標準化組織委員會（像CGPM等）長期以來不停地考慮重新定義所有SI標準單位中的物理常數，試圖避免被人類所定義的因素影響（例如：國際公斤原器）：故為此物理常數訂上一個固定值是必要的。
而在1909年，羅伯特·密立根以油滴實驗首次測量出了基本電荷的量值。

## 做為一個單位
在一些自然單位制的系統中，例如原子單位制之系統，{\displaystyle e} 會被當作電荷的基本單位。意指 {\displaystyle e} 在那些單位系統中相當於 1 e。以 {\displaystyle e} 為單位的方式乃由喬治·史東納在1874年為了首個自然單位系統—史東納單位制所推廣。之後他為這個單位訂名為「電子」。而現今我們稱作電子的這個粒子在當時尚未被發現。「電子」這個粒子，與當時作為單位的「電子」之不同處仍是模糊不清的。後來這個粒子正式訂名為「電子」，而原本這個電荷單位 {\displaystyle e} 便失去了它的名稱。不過電子伏特這個單位仍提醒了我們基本電荷也曾經被稱為「電子」。
在勞侖茲-黑維塞單位制中基本電荷由其它常數所定義，其值為 {\displaystyle {\sqrt {\hbar c}}} ，所以可得 e = √4 π α √ħc ≈ 0.30282212088 √ħc，而 α 是精細結構常數、c 是光速、{\displaystyle \hbar } 是約化普朗克常數。

## 量子化
電子量子化乃指任意帶電物體所攜電荷量都能以整數個基本電荷來表達的法則。因此一個物體的電荷量可以剛好為0 e，或 1 e、−1 e、2 e 等，但不會是， 1/2 e，或 −3.8 e 等。(這個情形可能會有例外，如下所示)
這便是「基本電荷」這個詞需要被定義的原因，意指其為一「不可分割的」電荷單位。

### 電荷量小於一個基本電荷
已知有兩種例外違反了基本電荷的不可分割性。
- 夸克，在1960年代便有人假想其存在性，其有著量子化的電荷，但卻被量化為多個 1/3 e。然而夸克無法被視為獨立的粒子，它只能在電荷總量為 e 的整數倍之群體中或其他具備上述條件的夸克群內才能穩定地存在（例如一顆質子，其由三個夸克所構成），據此，1 e 或 1/3 e可以合理地被稱作電荷量子。而這種電荷的通約性，亦被稱為電荷量子化，加促了大一統理論一部分的建立。

- 準粒子並不如上者是個粒子，而是個在複雜的物質環境中出現，類似粒子的一種個體。在1982年，羅伯特·勞夫林假設了具非整數電荷之準粒子的存在性來解釋分數量子霍爾效應。雖然這個學說已經被廣為接受，但準粒子不被視為違反電子量子化的理論，因為它並不是一種基本粒子。

### 什麼是電荷量子？
所有已知的基本粒子，包括夸克都有著整數多個 1/3 e，因此我們可以說電荷量子是 1/3 e，也就是說基本電荷是電荷量子的三倍大。
另一方面，由於所有獨立的粒子皆帶有大小為整數個 e 的電量(夸克無法獨立存在，其只能在如質子這種電荷總量為整數倍個 e 的群體中存在)，因此我們也可以說在不包含夸克的情況下，一個電荷量子的大小是 e ，此時「基本電荷」與「電荷量子」的意義相同。
事實上，這兩種術語都有被使用，因為除非有做進一步的假設，否則「電荷量子」或「一個不可分割的電荷單位」的定義有時會模糊不清，然而「基本電荷」這個詞彙便相當明確，指的即是一個質子所帶的電荷量。

### 非整數電荷的存在性
在1931年，保羅·狄拉克提出如果磁單極子存在，則電荷必定可以被量子化，然而我們不知道磁單極子是否存在。目前仍不知道為什麼可獨立粒子只以含整數個電荷的方式存在，但在弦論地景中的許多部份似乎承認了不為整數倍的電荷總量。

## 實驗量測
在閱讀下文之前，請先謹記基本電荷已經於2019年5月20日在國際單位制中被精確定義。

### 以法拉第常數以及亞佛加厥常數定值
如果法拉第常數 F 以及亞佛加厥常數 NA 皆為獨立的常數，則可以以公式計算出基本電荷為
{\displaystyle e={\frac {F}{N_{\text{A}}}}.}
(換句話而言，相當於將一莫耳的電子所帶之電荷量以一莫耳為單位作切分，最後得單一一個電子所帶的電荷量)
這個方法並非當今最準確的方式，然而其仍是個相當合理且準確的方法，而實驗的方式如下所述。
在1865年，亞佛加厥常數首次 NA 由約翰·洛施密特所粗估，他以計算給定體積下粒子數目的方式估量出一個空氣分子的直徑。而現今我們可以透過X射線晶體學等方法測出極純的晶體(如矽)之原子間的確切距離和晶體的精確密度以得到極高度精準的 NA 值。從這項資訊來看，我們可以得出單一原子的質量(m)，再結合已知的晶體莫耳質量得出: NA = M/m。
而 F 的值則可以直接以法拉第電解定律得出。法拉第電解定律以法拉第在1834年於電化學領域的研究為基底說明其定量化的相對關係。在電解實驗中，通過陽極到陰極線的電子以及在陽極或陰極上鍍上或鍍下的離子存在一一對應的關係。通過測量陽極或陰極的質量變化，以及通過導線的總電荷（可將電流對時間積分），並考慮離子的莫耳質量，可以推導出 F 。
該方法精確度的限制是 F 的測量：最佳實驗值的相對不確定度為 1.6 ppm，比其他現代測量或計算基本電荷的方法高約 30 倍。

### 油滴實驗
測量 e 的一種著名方法是密立根的油滴實驗。小油滴會在電場中以一個能平衡重力、粘度（在空氣中傳播）和電力作用的速度移動。根據油滴的大小和速度計算重力和粘度的作用程度能推導出電力。由於電力又是電荷和已知電場的乘積，因此可以準確計算油滴所帶的電荷。通過測量許多不同油滴的電荷，可以看出電荷都是單個基本電荷的整數倍，即 e 。
使用大小均勻的微小塑料球可以消除測量油滴大小的必要性。另外以通過調整電場強度使球體懸停不動能消除粘性引起的力。

### 散粒雜訊
任何電流都與來自各種來源的雜訊相關，而其中一種是散粒雜訊。散粒雜訊的存在是因為電流不是平滑的連續流動而是由一次通過一個的離散電子所組成。透過仔細分析電流的雜訊，可以計算出電子的電荷。這種方法首先由華特·蕭特基提出，如此可以確定出 e 的值，而其精度限制在幾個百分點之內。這種方法被用於第一次直接觀察羅伯特·勞夫林準粒子，並與分數量子霍爾效應有關。

### 以約瑟夫森常數以及克勞斯·馮·克利青常數定值
另一種測量基本電荷的準確方法是通過測量量子力學中的兩種效應來推斷它：約瑟夫森效應，某些超導結構中出現的電壓振盪；和量子霍爾效應，電子在低溫、強磁場和二維限制下的量子效應。該約瑟夫森常數是
{\displaystyle K_{\text{J}}={\frac {2e}{h}},}
其中 h 是普朗克常數。它可以使用約瑟夫森效應直接測量。
而馮·克利青常數是
{\displaystyle R_{\text{K}}={\frac {h}{e^{2}}}.}
它可以直接使用量子霍爾效應進行測量。

從這兩個常數可以推導出基本電荷：
{\displaystyle e={\frac {2}{R_{\text{K}}K_{\text{J}}}}.}

### CODATA 方法
CODATA用來確定基本電荷的關係是：
{\displaystyle e^{2}={\frac {2h\alpha }{\mu _{0}c}}=2h\alpha \varepsilon _{0}c,}
其中 h 是普朗克常數, α 是精細結構常數, μ0 是真空磁導率, ε0 是真空介電常數, 而 c 是 光速，目前這個方程式反映了 ε0 和  α 之間的關係，而其他的都是固定值。因此兩者的相對標準不確定度將是相同的。

## 安培與庫倫的定義關係
根據公式：
{\displaystyle I={\frac {Q}{t}}}
I 是電流；
Q 是電量，單位是庫倫；
t 是時間，單位是秒。
根據基本電荷，我們可以定義一庫倫的大小，秒已被定義。因此，我們可以定義出一安培的大小。

## 歷史發展
過去，根據國際科學技術數據委員會所公佈e的值 ，基本電荷的值大約為
{\displaystyle e=1.602\ 176\ 6208(98)\times 10^{-19}\ {\mbox{C}}}
在高斯單位制中，它的值為
{\displaystyle e=4.80320427\times 10^{-10}\ {\mbox{statC}}}.
自從1909年羅伯特·密立根的油滴實驗中測量出基本電荷後，人們便認為它不可再分了。 1960年發現了夸克，它們的電荷為1⁄3 e和2⁄3 e，所以把“基本電荷”用來指電子的電荷便不完全正確了；然而單獨的夸克至今沒有探測到，都是兩個以上的夸克聚集在一起，使得總電荷為基本電荷的整數倍。
新的基本電荷已被ISO設定為{\displaystyle e=1.602\ 176\ 634\times 10^{-19}\ {\mbox{C}}}。 此數值於2019年5月20日正式開始使用。

## 參閱
- 普朗克電荷